# Pasturana
Pasturana är en ort och kommun i provinsen Alessandria i regionen Piemonte i Italien. Kommunen hade 1 276 invånare (2018).